# 比利亚韦尔德德斯卡尔
比利亚韦尔德德斯卡尔，是西班牙卡斯蒂利亚-莱昂塞戈维亚省的一个市镇。 总面积28平方公里，总人口704人（2001年），人口密度25人/平方公里。